# We Are Motörhead
We Are Motörhead je patnácté studiové album anglické heavymetalové skupiny Motörhead. Vydala jej dne 16. května 2000 hudební vydavatelství CMC, Steamhammer a SPV GmbH. Jeho producenty byli Bob Kulick, Bruce Bouillet a Duane Baron společně se skupinou Motörhead. Autorem obalu alba je dlouholetý spolupracovník skupiny Motörhead Joe Petagno. Vedle devíti autorských písní se na albu nachází coververze písně „God Save the Queen“ od skupiny Sex Pistols.

## Seznam skladeb
Autory všech skladeb jsou Lemmy, Phil Campbell a Mikkey Dee, pokud není uvedeno jinak.
| Pořadí | Název                                                                    | Délka |
| ------ | ------------------------------------------------------------------------ | ----- |
| 1.     | See Me Burning                                                           | 2:59  |
| 2.     | Slow Dance                                                               | 4:29  |
| 3.     | Stay Out of Jail                                                         | 3:02  |
| 4.     | God Save the Queen (Paul Cook, Steve Jones, Johnny Rotten, Glen Matlock) | 3:19  |
| 5.     | Out to Lunch                                                             | 3:26  |
| 6.     | Wake the Dead                                                            | 5:14  |
| 7.     | One More Fucking Time                                                    | 6:46  |
| 8.     | Stagefright/Crash & Burn                                                 | 3:02  |
| 9.     | (Wearing Your) Heart on Your Sleeve                                      | 3:42  |
| 10.    | We Are Motörhead                                                         | 2:21  |

## Obsazení
- Lemmy – zpěv, baskytara
- Phil Campbell – kytara
- Mikkey Dee – bicí